# Eesti meistrid 1924
L'Eesti meistrid 1924 fu la 4ª edizione del torneo.
Al torneo parteciparono quattro squadre e il VS Sport Tallinn vinse il titolo, il terzo della sua storia.

## Fase preliminare

### Round 1
| Data      | Club              | Risultato | Club                     |
| --------- | ----------------- | --------- | ------------------------ |
| 28 agosto | ESS Kalev Tallinn | 3–2       | Tallinna Jalgpalli Klubi |
| 31 agosto | VS Sport Tallinn  | 6–0       | KS Võitleja Narva        |

### Round 2
| Data         | Club             | Risultato | Club                     |
| ------------ | ---------------- | --------- | ------------------------ |
| 10 settembre | VS Sport Tallinn | 1–0       | Tallinna Jalgpalli Klubi |

## Finali
| Data         | Club in casa      | Risultato | Club in trasferta |
| ------------ | ----------------- | --------- | ----------------- |
| 17 settembre | VS Sport Tallinn  | 1–0       | ESS Kalev Tallinn |
| 10 ottobre   | ESS Kalev Tallinn | 3–1       | VS Sport Tallinn  |
| 26 ottobre   | ESS Kalev Tallinn | 1–1       | VS Sport Tallinn  |
| 11 novembre  | VS Sport Tallinn  | 2–0       | ESS Kalev Tallinn |

## Classifica marcatori
- Oskar Üpraus (VS Sport Tallinn) - 6 gol